# Darbandokeh District
Darbandokeh District är ett distrikt i Irak.   Det ligger i provinsen Sulaymaniyya, i den nordöstra delen av landet, 230 km nordost om huvudstaden Bagdad.